# Гојислав (кефалија)
Гојислав (умро после 1388) је био српски кефалија Новог Брда у служби кнеза Лазара Хребељановића.

## Биографија
Гојислав се у изворима први пут јавља 1387. године у повељи кнеза Лазара Хребељановића којом је Дубровчанима потврдио раније трговачке повластице. Уз логотета Ненада, жупана Петра и челника Миху, Гојислав је један од милосника. Следеће године, 1. октобра, Дубровчани су се писмом обратили Гојиславу, кефалији кнеза Лазара и пургарима Новог Брда, због тога што су дубровачког трговца Куделина Дабојевића везали за туђ дуг, односно наплатили му више него што је било предвиђено. Из овог писма сазнајемо да је Гојислав био кефалија Новог Брда годину дана пред битку на Косову. Податак да обавља функцију кефалије Новог Брда сведочи о томе да је Гојислав био човек од великог кнежевог поверења. 